# 7 vies
Cet article concerne l’album de Tina Arena. Pour le film de Gabriele Muccino, voir Sept vies.
Albums de Tina Arena
Songs of Love and Loss
(2007)
7 vies est le huitième album studio, et le second entièrement en français de la chanteuse australienne Tina Arena. Le premier single de l'album est Entends-tu le monde ?.

## Listes des titres
| No  | Titre                                       | Auteur                                                   | Durée |
| --- | ------------------------------------------- | -------------------------------------------------------- | ----- |
| 1.  | Entends-tu le monde ? (Siiw)                | Thione Seck                                              | 3:58  |
| 2.  | Tu pourras dire                             | Patrick Fiori, Noam Kaniel, Marie-Jo Zarb                | 4:20  |
| 3.  | 7 vies                                      | Tina Arena, David Gategno, Élodie Hesme                  | 3:45  |
| 4.  | Danser la vie                               | Rémi Lacroix, Philippe Latger                            | 3:55  |
| 5.  | Ombres chinoises                            | Tina Arena, Élodie Hesme, Rémi Lacroix                   | 4:22  |
| 6.  | L'Un pour l'autre                           | David Gategno, Élodie Hesme                              | 3:23  |
| 7.  | Ta vie (Until)                              | Tina Arena, Duck Blackwell, Paul Guardiani               | 4:28  |
| 8.  | S'il m'est donné                            | Tina Arena, Patrick Fiori, Vincent Hare                  | 4:35  |
| 9.  | Hollywood Boulevard                         | Tina Arena, Gil Gimenez, Vincent Hare                    | 4:22  |
| 10. | Je vois ta lumière (The Light On Your Face) | Tina Arena, Kevin Malpass                                | 4:09  |
| 11. | Ailleurs (I Don't Have The Heart)           | Tina Arena, Paul Begaud, Vanessa Corish                  | 3:54  |
| 12. | Dis-moi (avec Jean-François Bernardini)     | Tina Arena, Jean-François Bernardini, Peter-John Vettese | 3:30  |
| 13. | N'oublie pas                                | Anse Lazio, Moria Némo                                   | 4:38  |

## Classement des ventes
| Pays                   | Meilleure position |
| ---------------------- | ------------------ |
| France                 | 12                 |
| France Téléchargements | 6                  |
| Suisse                 | 56                 |